# Ganderbal
Ganderbal è una città dell'India di 13.944 abitanti, capoluogo del distretto di Ganderbal, nel territorio del Jammu e Kashmir. In base al numero di abitanti la città rientra nella classe IV (da 10.000 a 19.999 persone).

## Geografia fisica
La città è situata a 34° 13' 60 N e 74° 46' 60 E e ha un'altitudine di 1.618 m s.l.m..

## Società

### Evoluzione demografica
Al censimento del 2001 la popolazione di Ganderbal assommava a 13.944 persone, delle quali 7.401 maschi e 6.543 femmine. I bambini di età inferiore o uguale ai sei anni assommavano a 1.666, dei quali 818 maschi e 848 femmine. Infine, coloro che erano in grado di saper almeno leggere e scrivere erano 7.316, dei quali 4.885 maschi e 2.431 femmine.